# Штампарија у манастиру Мркшина црква
Штампарија Мркшина црква је била штампарска кућа основана 1562. године у данашњем селу Памбуковица (претходно Паунова Буковица).  Штампарија је почела са радом непосредно након гашења Београдске штампарије и издала је две књиге — Четворојеванђеље (1562) и Триод Цветни (1566). Постојала је све до 1567. године, док је Османлије нису срушили заједно са манастиром.

## Локација
Данас нема података о тачном месту где се налазила штампарија. Постоји неколико теорија о локацији манастира и штампарија, али долазано је да су се они налазили у Косјерићу. Једне од могућих локација су изнад седишта општине Косјерић и код ушћа река Скрапеж и реке Кладоробе.

## Штампање
Књиге које су прављене у штампарији Мркшина црква је штампао и дорађивао јеромонах Мардарије. По изворима, Мардарије је био инспирисан кнезом Радишом Дмитровићем и Тројаном Гундулућем, који су радили у Београдској штампарији. Јеванђеље великог формата као минеј (са "предисловљем Теофилакта бугарског архиепископа") из Богородичине цркве у Сарајеву, настало је "трудом и подвигом" кнеза Радише Дмитровића, а штампао је јеромонах Мардарије (из Мркшиног манастира) 4. августа 1552. године у Београду. Било је то за време великог Амур султана Сулејмана. Након затварања Београдске штампарије, Мардарије је преместио штампарију из Београда, у манастир Мркшина црква, а у њој су штампане две књиге :
- Четворојеванђеље, 1562. године и
- Триод Цветни, 1566. године.

Књига Триод Цветни је била препознатвљива јер је у њој Мардарије фигуралне мотиве преставио орнаментима. Ова књига је одштампана 1. септембра 1566. године од стране Мардарија, свештеника Живка и ђака Радула. Ово је била уједно и последња штампана књига у штампарији Мркшина црква.

## Уништење штампарија
Османлије су 1567. године запалили цркву и штампарску кућу, а монаси су одатле отишли у манастир Рача, баш као и монаси из штампарске куће Ружно, који су од Османлија тамо побегли 1537. године. Од тада све до 1831. године у Србији нису постојале штампарије.

## Сачувани списи
Два примерка Четворојеванђеља која су штампана у манастиру Мркшина црква су сачувана у манастиру Света Тројица у Пљевљима, један примерак у манастиру Ждребаоник у Даниловграду и два у Цетињском манастиру.